# 880

## Evenimente
- Tratatul de la Ribemont. A fost semnat de regele german Ludovic cel Tânăr și de regii Franței de Vest, Ludovic al III-lea și Carloman.

## Nașteri
- Lamberto al II-lea Spoleto, rege al Italiei din 891 și împărat al Imperiului Carolingian din 892 împreună cu tatăl său Guido al III-lea Spoleto și duce de Spoleto și Camernio de la moartea acestuia în 894 (d. 898)

## Decese
- 29 septembrie: Carloman de Bavaria, rege al Bavariei (876-879) și al Italiei (877-879), (n. 830)

- Guaifer de Salerno, principe longobard de Salerno din 861 (n.c. 835)
- Lambert I de Spoleto, duce și margraf (dux et marchio) de Spoleto (859-871 și 876-880), (n. 830)